# Vakantie (Dopebwoy & Jonna Fraser)
Vakantie is een single van de Nederlandse rappers Dopebwoy en Jonna Fraser uit 2020. Het stond in hetzelfde jaar als veertiende track op het album Hoogseizoen van Dopebwoy en als zestiende track op het album Calma van Jonna Fraser.

## Achtergrond
Vakantie is geschreven door Serrano Gaddum, Jonathan Jeffrey Grando en Jordan Jacott en geproduceerd door SRNO en Gillian Marvin Chen. Het nummer betekende voor Dopebwoy zijn eerste Nederlandse Top 40 notering, waar het tot de vierentwintigste plek kwam. In de Single Top 100 deed het nummer het nog beter en reikte het tot de vierde positie. De videoclip van het lied is opgenomen in Dubai, en daarop is ook Lil' Kleine te zien. De single heeft in Nederland de dubbel platina status.